# Diàstasi
En patologia, diàstasi és la separació de parts del cos que normalment estan juntes, com ara la separació de determinats músculs abdominals durant l'embaràs, o d'ossos adjacents sense fractura.